# Wynot
Wynot – wieś w Stanach Zjednoczonych, w stanie Nebraska, w hrabstwie Cedar.